# Berlin : Check-point Charlie
Berlin : Check-point Charlie est le 29e roman de la série SAS, écrit par Gérard de Villiers et publié en 1973 dans la collection Plon (Presses de la Cité). Comme tous les SAS parus au cours des années 1970, le roman a été édité lors de sa publication en France à 100 000 exemplaires.
L'action se déroule courant 1973 à Berlin-Ouest et Berlin-Est (notamment Checkpoint Charlie).

## Personnages principaux

### Les Américains et alliés
- Malko Linge : héros du roman.
- Elko Krisantem : son majordome.
- Philip Corn : chef de l'antenne de la CIA à Berlin-Ouest
- Samantha Adler

### Autres personnages
- Wolfgang Mann (« oncle Manap »)
- Heinrich Müller : général Est-allemand
- Heidi Wachter : petite amie du général Müller
- Dr Herren
- Solweig
- Ertegul Denitli
- Kurt Waldeim : milliardaire
- Pavel Zec
- Rudi

## Résumé

### Débuts du roman
Ancien prix Nobel et âgé, Wolfgang Mann a décidé de passer à l'Ouest. Sous le pseudonyme d'« oncle Manap », il a fait parvenir un message à l'Ouest indiquant qu'il se trouve à Berlin. Dès les premières pages du roman, seul et affamé, il demande à une jeune Est-Allemande de l'héberger. La femme menaçant de le livrer aux Vopos (membres de la police est-allemande), il la tue lors d'un combat à mains nues dans un ascenseur. Malko est envoyé à Berlin pour lui faire passer la frontière, très surveillée, accompagné d'Elko Krisantem. Le transfuge est très important car, à Moscou, il avait accès à des informations essentielles sur le programme soviétique de missiles intercontinentaux ICBM. 
C'est sous l'alias de Carl-Adolf Jetz que Malko se rend à Berlin-Ouest. Il y retrouve Philip Corn, chef de l'antenne de la CIA dans la ville. Il y rencontre aussi la comtesse Samantha Adler. Moyennant finances (100 000 marks valeur 1973), elle déclare à Malko qu'elle est en mesure de faire passer la frontière à Wolfgang Mann avec un faux passeport. Elle connaît un milliardaire, Kurt Waldeim, capable de faire faire un tel faux passeport. Malko accepte le plan. Malko fait aussi la connaissance d'une jeune et belle finlandaise, Solweig, avec qui il entame une liaison sentimentale. Solweig ne tarde pas à tomber jalouse de Samantha Adler. En raison de sa profession, Solweig fait des allers-retours entre Berlin-Est et Berlin-Ouest.

### Aventures
Muni de son faux passeport, Malko passe à Berlin-Est et y rencontre Wolfgang Mann. Le plan est mis au point. Quelques jours après, Wolfgang Mann, muni d'un faux passeport remis par Malko, se présente à Check-point Charlie. Il est toutefois arrêté par les Vopos et immédiatement emprisonné, sous les yeux du général Heinrich Müller, chef de la STASI de la région berlinoise. Malko a compris que « quelqu'un » avait trahi, et pense immédiatement à la comtesse Adler. Il se rend chez elle et est prêt à la tuer. Elle se défend avec énergie et va voir Kurt Waldeim. On apprend que le traître est le Dr Herren, qui depuis des années participait à l'évasion de transfuges est-allemands. Il est torturé par des amis de la comtesse Adler et donne quelques informations utiles. Il meurt sous la torture. Comment faire pour délivrer Wolfgang Mann ? 
Malko élabore un plan audacieux. Il s'agit de retourner à Berlin-Est, d'enlever Heidi Wachter (la petite amie du général Müller) et de l'échanger contre le transfuge. Il met en œuvre son plan avec l'aide de Solweig, de la comtesse Adler et d'amis d'Elko Krisantem. Heidi est faite prisonnière à son domicile, et le général Müller est fait à son tour prisonnier quelques heures après. Violée sous les yeux du général, celui-ci refuse de coopérer. Le général est violé (sodomisé) à son tour. Ayant tenté de s'évader, Heidi s'est grièvement blessée. Malko prend acte du refus du général de coopérer, mais lui propose d'emmener Heidi dans un hôpital en échange d'informations. Le général accepte et indique les conditions de détention de Wolfgang Mann. Malko, avec ses amis, parvient à s'emparer du transfuge. Une course poursuite a lieu avec la police. Finalement, Malko réussit à le faire passer à l'Ouest grâce à un filin envoyé par-dessus le mur. Si Wolfgang Mann passe à l'ouest, il n'en est pas de même pour Malko et ses amis. Ils se cachent pendant quelques heures alors que le général Müller les traque dans Berlin-Est. 

### Dénouement et fin du roman
En définitive, ils parviennent à passer à l'Ouest en forçant les chicanes de Checkpoint Charlie. Un des membres du groupe, Ertegul Denitli, est tué par les Vopos durant l'opération. Dans le dernier chapitre, alors que Solweig conduit la voiture dans laquelle Malko a pris place, elle est tuée par balle par des membres de la Stasi qui l'ont prise pour l'agent secret. On apprend aussi que Wolfgang Mann est mort d'épuisement et des suites de ses blessures dans un hôpital berlinois. Peu avant de mourir il a révélé ses principaux secrets à Malko, qui va les transmettre à la CIA.